# Гайнц фон Генніг
Генріх «Гайнц» Георг Юліус фон Генніг (нім. Heinrich "Heinz" Georg Julius von Hennig; 10 травня 1883, маєток Дембровалонка, Страсбург-ан-дер-Древенц — 29 листопада 1947, Кіль) — німецький офіцер і шахіст, контрадмірал запасу крігсмаріне.

## Біографія
Генеалогічне древо Геннігів ведеться з XVI століття. Дід шахіста Генріх фон Генніг (1818—1869) був головою Прусського ландтагу. Син Фрідріха фон Генніга (1852—1907), комісара округу в Оструві-Великопольському, і його дружини Женні, уродженої Плен.
1 квітня 1902 року вступив у кайзерліхмаріне. Проходив службу на навчальному судні «SMS Stein». З 1 квітня 1903 по 30 вересня 1904 року навчався у морському училищі, після чого служив на судні «SMS Wettin». З 1 жовтня 1906 по 31 березня 1908 року служив в роті 2-ї торпедної дивізії, одночасно з 18 січня по 28 червня, з 15 липня по 14 вересня і з 2 по 30 листопада 1907 року — вахтовий офіцер торпедного катера «S 115». 1 квітня 1908 року переданий в розпорядження 2-ї морської інспекції, одночасно з 1 квітня по 8 грудня 1908 і з 1 квітня по 30 вересня 1909 року — 1-й офіцер тендера «Alice Roosevelt». 1 жовтня 1909 року переданий в розпорядження торпедної інспекції, одночасно призначений вахтовим офіцером підводного човна SM U-11. З 7 квітня по 13 червня 1911 року — вахтовий офіцер малого крейсера «SMS Kolberg», з 16 червня по 30 вересня 1911 року — «SMS Cöln», з 1 жовтня 1911 по 24 лютого 1913 року — лінкора «SMS Helgoland». 1 березня 1913 року знову переданий в розпорядження торпедної інспекції. З 26 серпня  1913 року — командир SM U-18.
У серпні 1914 року, незабаром після початку Першої світової війни, SM U-18 разом з дев'ятьма іншими човнами був направлений в рейд по тилах британського флоту. 23 листопада 1914 року в Скапа-Флоу човен потрапив в засідку і при спробі вирватися з бухти був протаранений британським есмінцем «Garry». 1 член екіпажу загинув, а човен отримав значні механічні пошкодження і був затоплена екіпажем. Решта 26 членів потрапили в полон. У серпні 1915 року Генніг разом з ще двома членами екіпажу здійснив втечу, але не зміг потрапити на німецький підводний човен і незабаром знову був схоплений. В січні 1918 року інтернований в Нідерланди. В грудні 1918 року повернувся в Німеччину. Після демобілізації армії залишений в рейхсмаріне. 28 вересня 1931 року вийшов у відставку.
24 травня 1939 року переданий в розпорядження крігсмаріне. З 7 квітня 1940 року — керівник бібліотеки військово-морської станції «Остзе», з 22 червня 1943 року — вищого командування ВМС в Балтійському морі. 31 березня 1944 року звільнений у відставку.

## Сім'я
4 червня 1921 року одружився в Берліні з Ільзою Ледер (6 листопада 1896, Хемніц — ?), дочкою торговця Отто Ледера і Сільвії Ріхтер. В пари народився син Гайнц.

## Шахова кар'єра
Грати в шахи почав під час навчання у військово-морському училищі. Неодноразово ставав чемпіоном Кіля, брав участь в ряді міжнародних і внутрішніх німецьких змагань, в тому числі останньому конгресі Німецького шахового союзу. У 1930-х роках також займався шаховою композицією.
На честь Генніга і австрійського шахіста Антона Шара названий гамбіт Шара-Генніга, який він успішно застосував в 1929 році проти Йозефа Бенцінгера, а Шара — в 1918 році проти Ернста Грюнфельда.

### Досягнення
| Рік  | Місто              | Змагання                                                 | + | − | = | Результат | Місце |
| ---- | ------------------ | -------------------------------------------------------- | - | - | - | --------- | ----- |
| 1919 | Берлін             | Чемпіонат Берлинського шахового товариства               |   |   |   |           | 1     |
| 1920 | Берлін             | Чемпіонат Берлинського шахового товариства               |   |   |   |           |       |
|      | Гетеборг           | Міжнародний турнір (турнір B)                            | 3 | 7 | 5 | 5½ из 15  | 13    |
|      |                    | Матч Берлін-Нідерланди по телеграфу (проти Віллема Фіка) | 0 | 0 | 1 | 0½ из 1   |       |
| 1930 | Франкфурт-на-Майні | Міжнародний турнір (побічний турнір)                     |   |   |   |           |       |
| 1932 | Гамбург-Альтона    | Турнір німецьких майстрів                                | 3 | 2 | 4 | 5 из 9    | 3—5   |
|      | Берлін             | Чемпионат Берлина                                        | 3 | 4 | 4 | 5 из 11   | 7—8   |
|      | Бад-Емс            | 28-й конгрес Німецького шахового союзу                   | 3 | 2 | 2 | 4 из 7    | 2—4   |
|      | Кіль               | Турнір німецьких майстрів                                |   |   |   |           | 4     |
| 1935 | Бад-Заров          | Турнір німецьких майстрів                                | 5 | 4 | 2 | 6 из 11   | 4—5   |
| 1937 | Берлін             | Міжнародний турнір (побічний турнір)                     | 1 | 2 | 4 | 3 из 7    | 5—6   |

## Звання
- Морський кадет (1 квітня 1902)
- Фенріх-цур-зее (11 квітня 1903)
- Лейтенант-цур-зее (29 вересня 1905)
- Оберлейтенант-цур-зее (7 грудня 1907)
- Капітан-лейтенант (22 березня 1913)
- Корветтен-капітан (1 січня 1921)
- Фрегаттен-капітан (1 січня 1928)
- Капітан-цур-зее (1 січня 1929)
- Контрадмірал запасу (28 вересня 1931)

## Нагороди
- Рятувальна медаль
- Орден Заслуг герцога Петра-Фрідріха-Людвіга, почесний лицарський хрест 2-го класу
- Залізний хрест 2-го і 1-го класу
- Нагрудний знак підводника (1918)
- Почесний хрест ветерана війни з мечами